# Tenorshare 4DDiG
Tenorshare 4DDiG（テノールシェア　フォーディーディグ）は、Tenorshare社（TENORSHARE CO.,LIMITED）が提供するデータ復元ソフト。
HDD、USBメモリ、SDカードなど多様なデバイスに対応し、写真、動画、ドキュメント等のファイルを復元します。特に、AI技術を用いた高度な動画復元が特徴。

## 主な機能
幅広いデータ復元
- 多様なデバイス: HDD、SSD、USBメモリ、SDカード、デジタルカメラ、Dropbox、OneDriveなど、様々なストレージデバイスからデータを復元。
- 多様なファイル形式: 写真、動画、音楽、ドキュメントなど、2,000種類以上のファイル形式に対応しています。
- 多様なデータ損失シナリオ: 誤削除、フォーマット、システムクラッシュ、パーティションの損失など、様々な状況に対応します。
- ゴミ箱復元: 削除してゴミ箱から消去したデータも復元。

高度な復元機能
- AIによる動画修復: Canon、Sony、DJI、GoProなどで撮影された破損した動画を修復・復元する機能があります。
- クイックスキャンとディープスキャン: 状況に応じて、高速なクイックスキャンと、より深いディープスキャンを選択。
- プレビュー機能: 復元前にファイルをプレビューして、必要なファイルのみを選択。

## アップデート履歴

### 4DDiG (Win)  10.3.0
2025年3月3日　発表
- DropboxおよびOneDriveクラウドドライブのデータ復元を追加

### 4DDiG (Mac)  v5.4.7
2025年2月28日　発表
- Time Machineデータ復元機能を追加

## 動作環境
|                           |                                              |                                          |
|                           | Windows                                      | Mac                                      |
| 対応OS                    | Windows 11/10/8.1/8/7                        | macOS 10.15 以降                         |
| プロセッサー (CPU)        | Intel i3 第4世代 または AMD Ryzen 3相当以上  | Intel i3 第4世代 または Apple M1相当以上 |
| ハードディスクの空き容量  | 2GB以上                                      | 2GB以上                                  |
| RAM                       | 8GB以上                                      | 8GB以上                                  |
| グラフィックカード（GPU） | NVIDIA GTX 950 または AMD Radeon 460相当以上 | Intel UHD 630 または Apple M1相当以上    |
| OpenGL                    | 3.3以上                                      | 3.3以上                                  |
| DirectX                   | バージョン：12                               | なし                                     |
| ディスプレイ（モニター）  | 1366x768 以上                                | 1366x768 以上                            |

## 対応ストレージデバイス
- コンピューター/ラップトップ
- HDD/SSD
- 外付けハードディスク
- CF/SDカード
- USBフラッシュドライブ
- ビデオカメラ
- メモリーカード
- デジタルカメラ

## 対応ファイル形式
写真
JPEG、JPG、PNG、GIF、BMP、TIFF、CR2、NEF、SRW、PEF、ARW、RAW、ORF、ERFなど、一般的な画像ファイル形式からRAW画像ファイルまで、幅広く対応しています。
動画
MP4、MOV、AVI、MKV、WMV、FLV、3GP、M4Vなど、様々な動画ファイル形式に対応しており、高画質の動画ファイルも復元可能です。
音声
MP3、WAV、WMA、AAC、OGGなど、一般的な音声ファイル形式に対応しています。
ドキュメント
DOC/DOCX（Word）、XLS/XLSX（Excel）、PPT/PPTX（PowerPoint）、PDF、TXT、HTMLなど、ビジネスや学習でよく使われる文書ファイル形式に対応しています。
その他のファイル
アーカイブファイル（ZIP、RARなど）、メールファイル（PST、OSTなど）、その他様々なファイル形式に対応しています。